# Walker F. Connor
Walker F. Connor (* 19. Juni 1926 in South Hadley, Massachusetts; † 28. Februar 2017 in Belmont, Vermont) war ein US-amerikanischer Politikwissenschaftler und Hochschullehrer.

## Leben und Wirken
Walker F. Connor war zunächst gegen Ende des Zweiten Weltkriegs ab 1944 als Soldat der U.S. Army im Südpazifik im Einsatz. Nach dem Zweiten Weltkrieg studierte er Politikwissenschaft an der University of Massachusetts Amherst und erwarb anschließend an der Georgetown University den Magistergrad; er promovierte zum Ph.D. dort 1961. Als Hochschullehrer war Connor am Nasson College (Maine), am Rensselaer Polytechnic Institute, der State University of New York (Brockport) und dem Trinity College (Connecticut) tätig. Seine letzte Lehrtätigkeit als Professor erfolgte am Middlebury College; dort lehrte er bis 2011. 
Walker F. Connor wurde durch seine zahlreichen Veröffentlichungen zu einem Experten der Forschung über den Nationalismus, vor allem dem Ethnonationalismus. 

## Veröffentlichungen (Auswahl)
- Self-determination. The new phase. In: World politics, Bd. 20 (1967), S. 30–53.
- Ethnology and the peace of South Asia. In: World politics, Bd. 22 (1969), S. 51–86.
- Myths of hemispheric, continental, regional, and state unity. In: Political science quarterly, Bd. 84 (1969), S. 555–582.
- Nation-building or nation-destroying? In: World politics, Bd. 24 (1972), S. 319–355.
- The politics of ethnonationalism. In: Journal of international affairs, Bd. 27 (1973), S. 1–21.
- (Mit Mary Connor): Politische Fusion und ethnische Spaltung in Westeuropa. In: Concilium, Bd. 13 (1977), S. 1–6.
- A nation is a nation, is a state, is an ethnic group ….In: Ethnic and racial studies, Bd. 1 (1978), H. 4, S. 377–400.
- Ethnonational versus other forms of identity. The problem of terminology. In: Nic Rhoodie (Hrsg.): Intergroup accomodation in pluralist societies. MacMillan, London 1978, S. 53–83, ISBN 0-333-25688-3.
- Ethnonationalism in the first world. The present in historical perspective. In: Milton J. Esman (Hrsg.): Ethnic conflict in the Western World. Cornell University Press, Ithaca, N.Y. 1979, S. 19–45, ISBN 0-8014-1016-9.
- The national question in Marxist-Leninist theory and strategy. Princeton University Press, Princeton, N.J. 1984, ISBN 0-691-07655-3.
- (Hrsg.): Mexican-Americans in comparative perspective. Urban Institute Press, Washington, D.C. 1985.
- Soviet policies toward the non-Russian peoples in theoretic and historical perspective. What Gorbachev inherited. In: Alexander J. Motyl (Hrsg.): The Post Soviet nations. Perspectives on the demise of the USSR. Columbia University Press, New York 1992, S. 30–49, ISBN 0-231-07894-3.
- Ethnonationalism. The quest for understanding. Princeton University Press, Princeton, N.J. 1994, ISBN 0-691-08784-9.
- Beyond reason. The nature of ethnonational bond. In: John Stone (Hrsg.): Race and ethnicity. Comparative and theoretical approaches. Blackwell, Malden, Mass. 2003, S. 141–152, ISBN 0-631-18633-6.
- A few cautionary notes on the history and future of ethnonational conflicts. In: Andreas Wimmer und andere (Hrsg.): Facing ethnic conflicts. Towards a new realism. Rowman & Littlefield, Lanham, Md. 2004, S. 23–33, ISBN 978-0-7425-3585-5.
- Nationalism and political illegetimacy. In: Daniele Conversi (Hrsg.): Ethnonationalism in the contemporary world. Walker Connor and the study of nationalism. Routledge, London 2004, S. 24–49, ISBN 0-415-26373-5.
- The Timelessness of Nations. In: Nations and Nationalism, Bd. 10 (2004), H. 1–2, S. 35–47.
- Homelands in a world of states. In: Montserrat Guibernau/John Hutchinson (Hrsg.): Understanding nationalism. Polity Press, Cambridge 2005, S. 53–73, ISBN 978-0-7456-2402-0.
- Beyond reason. The nature of ethnonational bond. In: Gerd Baumann (Hrsg.): Multiculturalism and the nation-state. Who recognizes whom? Routledge, London 2011, S. 3–18, ISBN 978-0-415-48610-1.